# Jan Lievens

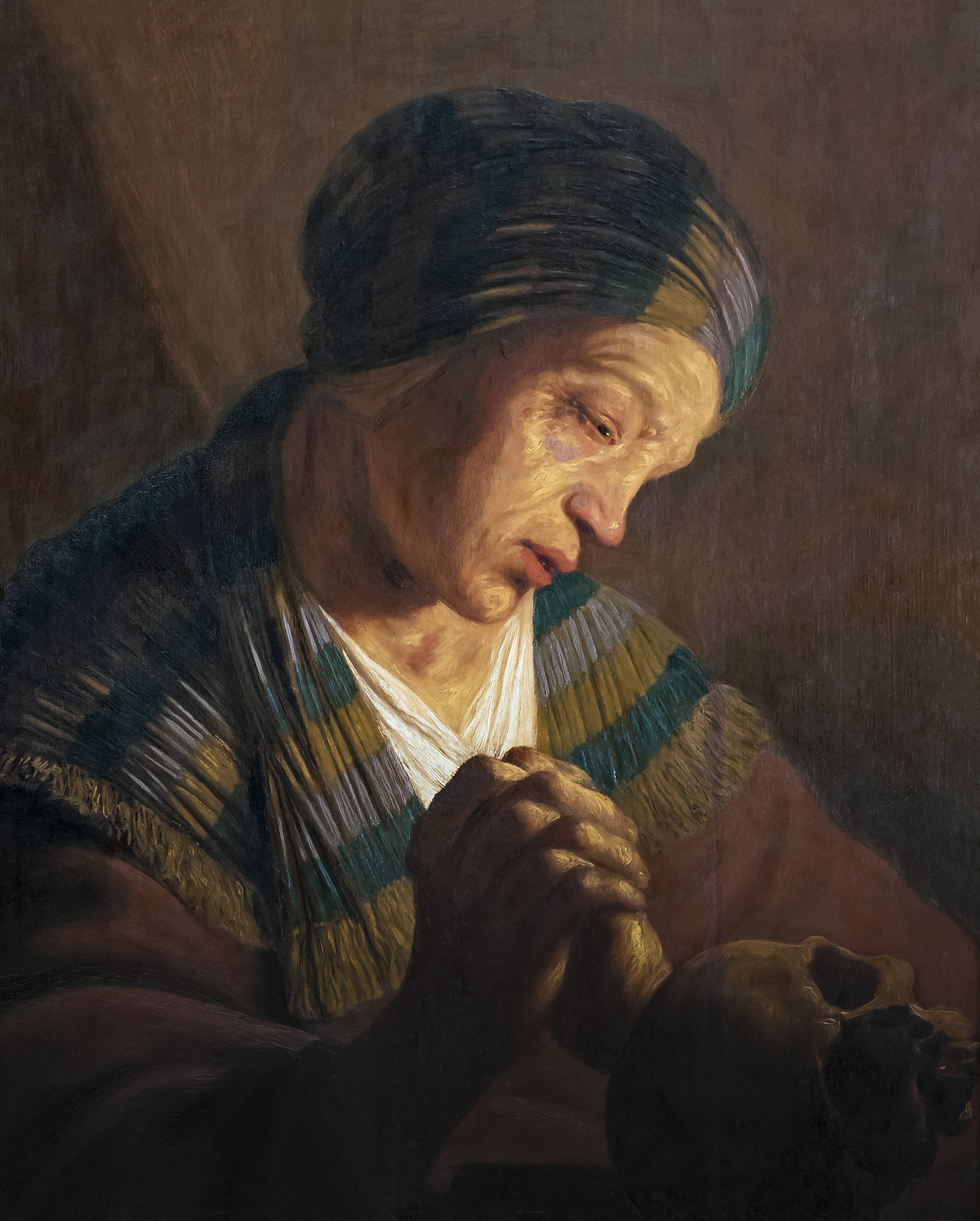
Magdelena

Jan Lievens d.ä., född 1607 i Leiden, begraven i Amsterdam 1674, figurmålare och etsare. 
Från samma stad som Rembrandt och nästan jämnårig med denne, kom Lievens som gosse i lära hos Rembrandts förste lärare, målaren Joris van Schooten och övergick därefter till Pieter Lastmans ateljé i Amsterdam, där Rembrandt, då ännu student vid universitetet, några år senare fick sin egentliga konstnärliga underbyggnad. Men ehuru L. och Rembrandt sålunda icke samtidigt åtnjöt Lastmans undervisning, stod de i unga år i så livlig beröring med varandra, att båda ofta använde samma modeller. 
Under denna tidigare period av Lievens konstnärsbana rönte han det starkaste inflytande av sin store landsman, ja, han följde honom så tätt i spåren, såväl som målare som flitig etsare, att hans egna verk ibland är rätt svåra att åtskilja från förebilderna. Bland denna Lievens ungdomsproduktion intar Paulus (i grevinnan E. Wachtmeisters samling på Kulla Gunnarstorps slott) och Studenten (i greve Fr. Kl:son Wachtmeisters samling i Stockholm) hedersplatser, båda brett målade, i övervägande grågul ton och med ett förträffligt ljusdunkel. Av Lievens hand är även sannolikt den färgrikare, präktiga framställningen av Josef mottagande sin far och sina bröder i braheska samlingen på Skokloster. 
Ännu 1632 bodde Lievens i. Leiden, men kort därpå reste han utrikes. Han slog sig först ned i Antwerpen, i vars gille han inskrevs och där han, övergivande sin store kamrats naturalistiska målningssätt, rycktes inom trollkretsen av van Dycks mer förfinade och bländande konst. I England skall han sedan med framgång ha arbetat (några målningar av hans hand kan dock där ej med säkerhet uppvisas, och historien om hans vistelse i England är därför kanske apokryfisk). 
På 1640-talet bodde han efter vart annat i Leiden, Amsterdam och Haag, där han omväxlande målade porträtt och dekorativa dukar i akademisk stil. Hans senare arbeten uthärda dock icke jämförelsen med hans tidigare, av Rembrandts verk inspirerade. I likhet med denne dog han fattig och bortglömd.
Jan Lievens d.y., född 1644 i Antwerpen, 1680 bosatt i Paris och sannolikt son till den äldre Jan Lievens, var även figurmålare, men en mindre betydande artist. Lievens är representerad vid bland annat Nationalmuseum i Stockholm.